# المركز الفني لصناعة الخشب والتأثيث
المركز الفني لصناعة الخشب والتأثيث (بالفرنسية: Centre technique de l'industrie du bois et de l'ameublement أو اختصارا CETIBA)‏ هو مركز فني تونسي يعمل تحت إشراف وزارة الصناعة.

أنشأ المركز في بقرار صادر عن وزير الصناعة في 29 فبراير 1996، بطلب من المهنة، استنادا إلى القانون عدد 123 الصادر بتاريخ 28 نوفمبر 1994 المتعلق بالمراكز الفنية في القطاعات الصناعية. وقد انطلق المركز في أعماله في نهاية 1997.

رئيس مجلس إدارة المركز الحالي هو خالد السلامي.

## روابط خارجية
- الموقع الرسمي.